# Dharius
 (septembre 2019).
Dharius, de son vrai nom Alan Alejandro Maldonado Tamez, né le 24 septembre 1984 à Monterrey, Nuevo León, anciennement MC Dharius, parfois stylisé comme DHA, est un rappeur et compositeur mexicain. 
Il est connu pour avoir formé une partie du groupe de hip-hop Cartel de Santa de 1999 à 2013. La vidéo et chanson Me Alegro de Su Odio est allé la dernière composition qui a fait avec Cartel de Santa,,.

## Biographie
Il commence sa carrière musicale en 1994 à l'âge de 9 ans lorsque son frère Rodo et ses cousins Fredo et Vhetto l'invitent à rejoindre le groupe de rap Los Pattos (l'un des premiers groupes de rap au Mexique) avec lequel il commence à écrire ses premières paroles et se produit dans plusieurs pièces dans la région voisine de Monterrey, ainsi que dans l'un des rares programmes de télévision au Mexique qui fournissaient des groupes indépendants du début des années 1990 appelés Desvelados. 
Bien que Los Pattos soit devenu un projet prometteur, les responsabilités de certains membres les empêchent de se consacrer à plein temps, alors ils mettent momentanément le groupe de côté, se dissolvant complètement après quatre ans. À la fin de 1998, Dharius a formé avec quelques connaissances le groupe Punto Demente, qui s'est rapidement positionné comme l'un des meilleurs groupes de rap underground à Monterrey, commençant ainsi le Rap Street Movement qui continue à se développer au Mexique. En 1999, il rencontre Babo, le leader d'El Cartel De Santa. Avec lui, et avec les meilleurs membres d'autres groupes de rap de la région, il fonde le collectif La Real Academia de la Rima en enregistrant plusieurs chansons. Il cite Cypress Hill, Snoop Dogg et Dr. Dre comme ses principales influences musicales.

## Discographie

### Dans Soliste
- 2014 Directo Hasta Arriba (RCA Records).
- 2018 Mala Fama, Buena Vidha (Sony Music).
- 2022 Cuando Todo Acaba (El Clan Records).

### Avec Cartel de Santa
- 2002 Cartel de Santa (Sony BMG).
- 2004 Vol. II (Sony BMG).
- 2006 Volumen Prohibido (Sony BMG).
- 2008 Vol. IV (Sony BMG).
- 2010 Sincopa (Sony BMG).
- 2012 Me Atizo Macizo Tour 2012 En Vivo Desde el D.F (Babilonia Music).